# Meilhan (Gers)
Meilhan (gaskognisch: Melhan) ist eine französische Gemeinde mit 76 Einwohnern (Stand 1. Januar 2022) im Département Gers in der Region Okzitanien (bis 2015 Midi-Pyrénées); sie gehört zum Arrondissement Mirande und zum Gemeindeverband Val de Gers. Die Bewohner nennen sich Meilhanais/Meilhanaises.

## Geografie
Meilhan liegt rund 25 Kilometer nordwestlich von Mirande und 26 Kilometer südöstlich von Auch im Süden des Départements Gers. Die Gemeinde besteht aus Weilern, zahlreichen Streusiedlungen und Einzelgehöften. Der Fluss Lauze durchquert die Gemeinde in nördlicher Richtung und bildet streckenweise die östliche Gemeindegrenze.
Nachbargemeinden sind Betcave-Aguin im Norden und Nordosten, Villefranche im Osten, Gaujan im Südosten, Monties im Süden, Sère im Süden und Südwesten sowie Bellegarde im Westen.

## Geschichte
Die Gemeinde wurde im 13. Jahrhundert durch Hugues de Cadens als Betouret/Bitornet gegründet. Im Mittelalter lag die Gemeinde in der Kastlanei Villefranche der Grafschaft Astarac in der historischen Landschaft Gascogne und teilte deren Schicksal. Meilhan gehörte von 1793 bis 1801 zum District L’Isle Jourdain. Von 1801 bis 1926 war die Gemeinde dem Arrondissement Lombez zugeteilt. Dann gehörte Meilhan von 1926 bis 2015 zum Arrondissement Auch. Seit 2015 liegt sie im Arrondissement Mirande. Meilhan gehörte von 1801 bis 2015 zum Wahlkreis (Kanton) Lombez. Die Gemeinde war am 7. Juli 1944 Schauplatz einer Racheaktion der Deutschen Wehrmacht. Diese griff mit mehr als 1000 Soldaten die Maquis an. Dabei wurden 76 der 93 Widerstandskämpfer getötet. Die Gedenkstätte liegt auf dem Gemeindegebiet von Villefranche.

## Bevölkerungsentwicklung
Die Einwohnerentwicklung ist typisch für eine französische Landgemeinde. Normal sind die Entwicklungen zwischen 1793 und 1841 mit einem starken Wachstum sowie die bis in die Gegenwart anhaltende Abwanderungswelle.
| Jahr                       | 1962 | 1968 | 1975 | 1982 | 1990 | 1999 | 2006 | 2011 | 2020 |
| Einwohner                  | 100  | 89   | 83   | 87   | 92   | 80   | 95   | 85   | 77   |
| Quellen: Cassini und INSEE |      |      |      |      |      |      |      |      |      |

## Sehenswürdigkeiten
- Kirche Saint-Pierre aus dem 19. Jahrhundert
- Vier Wegkreuze
- Denkmal für die Gefallenen[3]

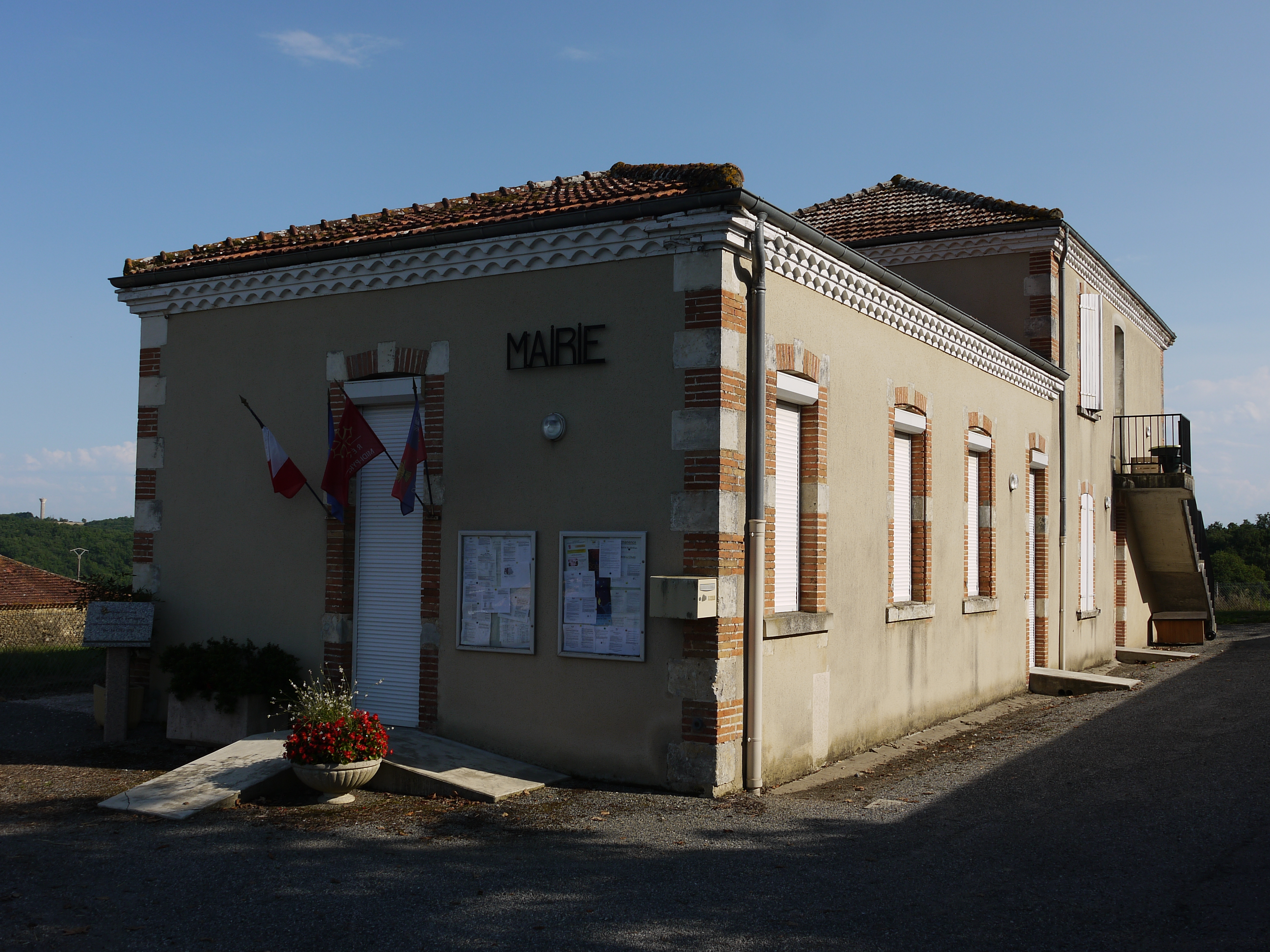
Mairie (Rathaus) von Meilhan
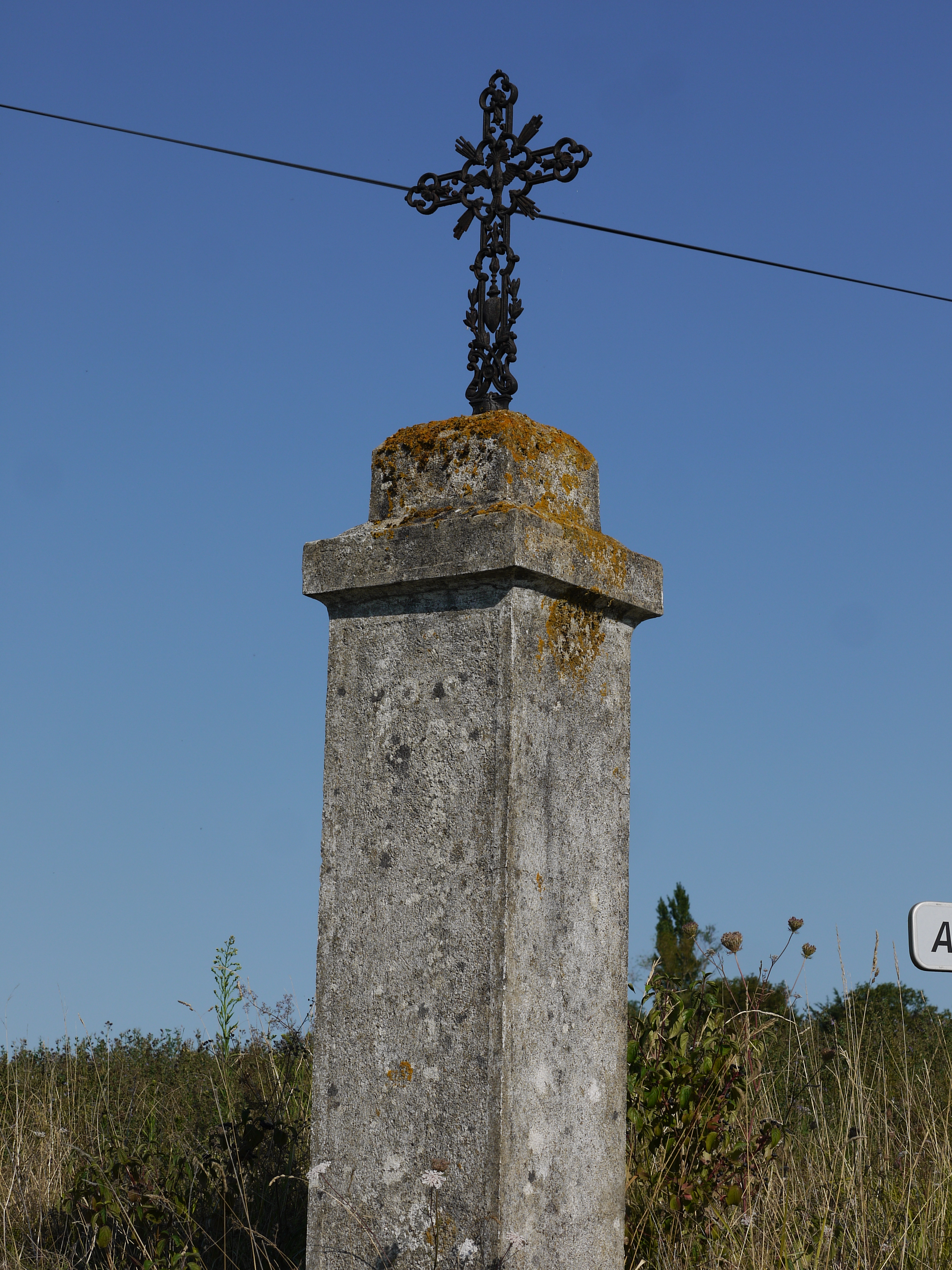
Wegkreuz in Le Mouton

## Verkehr
Die wichtigsten regionalen Verkehrsverbindungen sind die D27 und die D283.